# Khalid dell'Arabia Saudita
Khālid bin ʿAbd al-ʿAzīz Āl Saʿūd (Riad, 13 febbraio 1913 – Ta'if, 13 giugno 1982) è stato il quarto re dell'Arabia Saudita.

## Primi anni di vita
Khalid è nato a Riad il 13 febbraio 1913, quinto figlio di re Abd al-Aziz. Sua madre era Al Jawhara bint Musaed Al Jiluwi, dell'importante clan Al Jiluwi, imparentati con gli Al Sa'ud.
Khalid aveva un solo fratello germano, il principe Muhammad. Sua sorella, Al Anoud, ha sposato due figli di Sa'd bin Abdul Rahman. In primo luogo si è maritata con Sa'ud bin Sa'd. Dopo la sua morte ha sposato il fratello Fahd.

## Prime esperienze

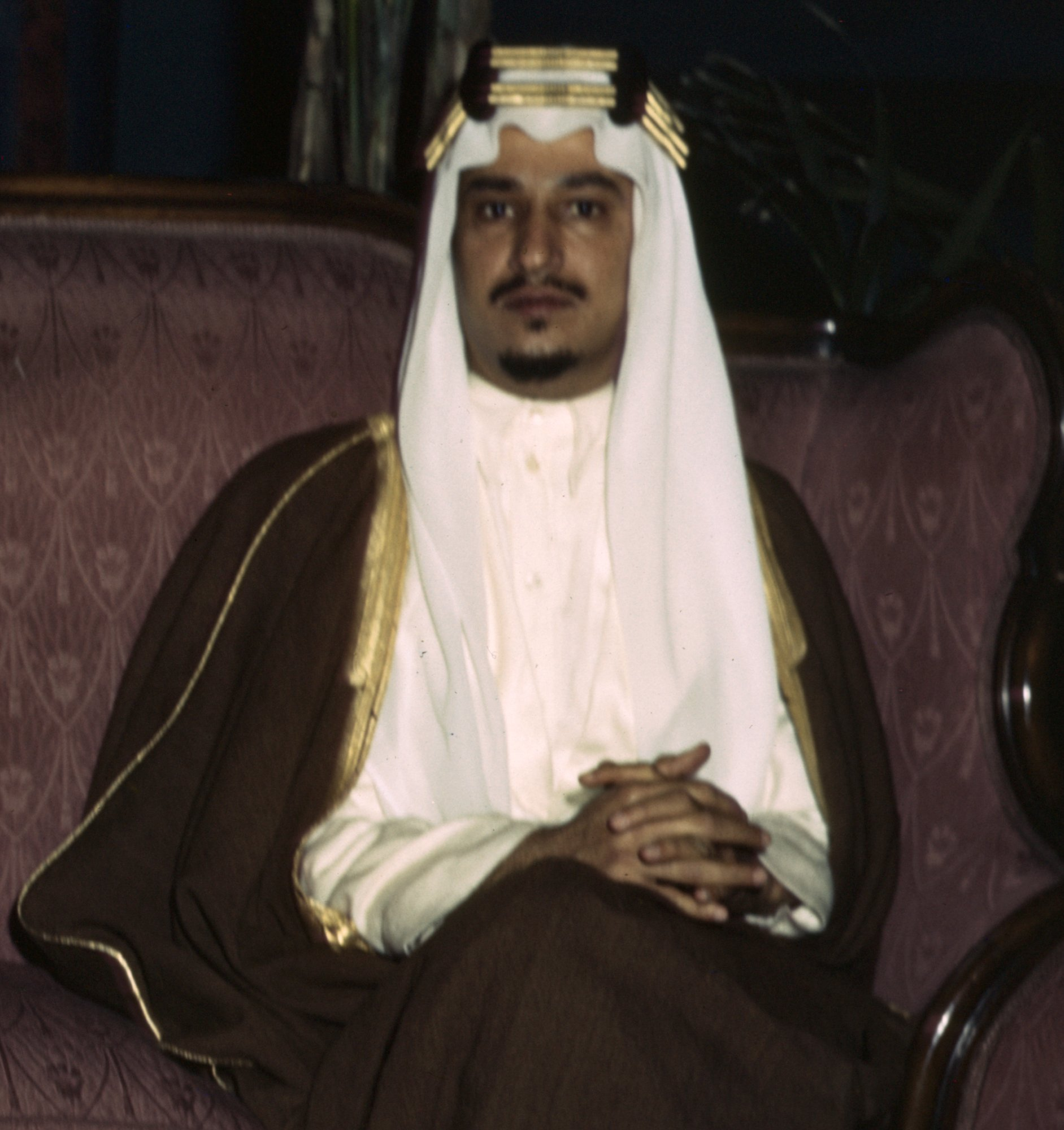
Il futuro sovrano nel 1943.

All'età di 14 anni, Khalid è stato inviato da re Abd al-Aziz come suo rappresentante nelle tribù del deserto per ascoltare le loro preoccupazioni e i loro problemi. Nel 1932, è stato nominato viceré del Hejaz al posto del principe Faysal, che era stato nominato ministro degli affari esteri. Il mandato del principe Khalid durò fino al 1934. In quell'anno infatti, il futuro sovrano si è unito all'esercito saudita guidato dal fratello maggiore Faysal per combattere contro le forze yemenite. Nel 1934 al termine della guerra, il principe Khalid ha servito come presidente della delegazione saudita alla Conferenza di Ta'if. Questa si è conclusa lo stesso anno con la firma di un trattato.
Nel 1934, è stato nominato dal ministero dell'interno rappresentante saudita ai negoziati di pace. Nel 1939, ha partecipato alla Conferenza di San Giacomo sulla Palestina a Londra come assistente del principe Faysal, capo della delegazione saudita. La preparazione del principe Khalid nel governo dello stato moderno è iniziata mediante visite e missioni all'estero con Faysal, in particolare nella rappresentazione dell'Arabia Saudita presso le Nazioni Unite. Ha poi servito in qualità di consigliere del principe ereditario. Il futuro re è diventato una figura internazionale a seguito delle sue visite in qualità di rappresentante saudita. È stato sempre libero nell'informare la stampa circa la logica di base delle decisioni di politica estera.
Nel settembre del 1943, il principe Faysal e il principe Khalid sono stati invitati negli Stati Uniti e l'allora vice presidente Harry Truman ha organizzato una cena per loro alla Casa Bianca. Essi hanno inoltre incontrato il presidente degli Stati Uniti Franklin D. Roosevelt. Durante la visita hanno soggiornato nella residenza ufficiale delle delegazioni estere, Blair House e hanno visitato la costa occidentale con un treno speciale che è stato loro fornito dal governo degli Stati Uniti. Un diplomatico straniero ha descritto il principe Khalid durante questo periodo come "probabilmente il bell'uomo dell'Arabia Saudita".
Nel 1962, il principe Khalid è stato nominato vice primo ministro, indicando la sua importanza nella linea di successione. Durante la lotta tra re Sa'ud e il principe Faysal, Khalid ha sostenuto quest'ultimo insieme ad altri principi che erano membri del ramo Al Jiluwi degli Al Sa'ud attraverso discendenza materna o per matrimonio. Il gruppo era guidato dai principi Mohammed, Khalid e Abd Allah, che aveva sposato una donna del clan Al Jiluwi.

## Principe ereditario
Khalid è stato nominato principe ereditario nel 1965 per succedere a re Faysal dopo che il fratello Muhammad ha rifiutato il primo posto nella successione. Il principe Khalid è stato anche nominato primo vice primo ministro. Il suo compito principale era quello di gestire tutti i poteri organizzativi ed esecutivi del Consiglio dei ministri. Era anche incaricato della cura degli affari del Governatorato della Mecca per conto del sovrano. Il principe ereditario non era attivo nelle questioni quotidiane ma agiva in qualità di rappresentante durante le assenze di re Faysal nelle riunioni e nelle cerimonie. Secondo documenti diplomatici degli Stati Uniti del 1971, godeva del sostegno dei capi tribù, delle autorità religiose e del principe Abd Allah, comandante della Guardia Nazionale.
Una delle speculazioni sui motivi che hanno portato il principe Khalid ad essere selezionato come erede era la sua mancanza di predilezione per la politica. In breve, selezionandolo come erede la famiglia reale avrebbe potuto creare armonia intra-familiare.

## Regno
Il regno di re Khalid è iniziato il 25 marzo 1975, quando il fratellastro Faysal è stato assassinato da un nipote. Fu proclamato re dopo una riunione di sei membri di alto livello della famiglia Al Sa'ud ovvero suo zio Abd Allah bin Abdul Rahman, tre suoi fratelli maggiori Muhammad, Nasser, Sa'd e due suoi fratelli più giovani Fahd e Abd Allah. L'incontro si è tenuto poche ore dopo l'assassinio del sovrano. Dopo l'ascesa al trono, re Khalid è diventato anche Primo ministro dell'Arabia Saudita.
Anche se ci sono vari rapporti che affermano che il nuovo monarca è stato solo un prestanome durante il suo regno e che le decisioni rilevanti venivano prese da altri, egli in realtà non era un prestanome, ma il decisore finale di tutte le principali questioni di politica durante il suo regno. Questo perché il predecessore aveva istituito un sistema in cui il re era il mediatore finale dei problemi familiari.
D'altra parte, re Khalid non è stato un leader efficace soprattutto a causa dei problemi di salute che lo affliggevano. Anche se inizialmente sembrava essere riluttante a governare il paese, si è poi adattato al nuovo ruolo e ha mostrato un interesse evidente nel migliorare l'istruzione, la sanità e le infrastrutture del paese durante i suoi sette anni di regno. Re Khalid veniva considerato come un custode geniale delle tradizioni. Tuttavia, il monarca non è riuscito a monopolizzare il potere durante il suo regno portando alla responsabilizzazione dei principi che avevano ruoli rilevanti nel regno del defunto re Faysal. Le sue caratteristiche personali lo hanno reso un monarca rispettato. Anche se non aveva un interesse attivo per gli affari di stato e la sua salute non era buona, era ammirato come uomo onesto che è riuscito ad avere buoni rapporti con la struttura tradizionale dell'Arabia Saudita. Era supportato anche da altri principi e forze potenti del paese.

### Affari interni
Il regno di re Khalid ha visto un massiccio sviluppo del paese. L'Arabia Saudita è diventata uno dei paesi più ricchi del mondo. In primo luogo ha affrontato gli affari interni, con particolare attenzione per lo sviluppo agricolo. Le città industriali di Jubail e Yanbu (ora grandi complessi) sono state create durante il suo regno. Tuttavia, Simon Henderson sostiene che il suo periodo è stato poco dinamico. D'altra parte, il numero di scuole è aumentato durante il suo regno. Nel 1975, c'erano 3028 scuole elementari, 649 scuole secondarie e 182 scuole superiori. Nel 1980 c'erano 5373 scuole elementari, 1377 scuole secondarie e 456 scuole superiori. Un altro sviluppo significativo nel campo dell'istruzione durante il suo regno è stata la creazione dell'Università Re Faysal.
Le rigorose politiche finanziarie del defunto re Faysal, unite alle conseguenze della crisi petrolifera del 1973, hanno creato una manna finanziaria che ha alimentato lo sviluppo e ha portato a un boom commerciale ed economico del paese. Risultati di rilievo si sono ottenuti dall'istituzione del secondo "piano quinquennale" nel 1975, che mirava in particolare a costruire infrastrutture sanitarie avanzate. Nel 1980, il sovrano anche lanciato il terzo piano di sviluppo del regno con un bilancio previsto di 250 miliardi di dollari.
Il consolidamento del potere politico della famiglia regnante si è stato intensificato durante il suo regno. In una riorganizzazione del consiglio dei ministri del marzo 1975, il monarca ha nominato l'allora principe ereditario Fahd vice primo ministro e il principe Abd Allah secondo vice primo ministro. La nomina di Fahd a principe ereditario e primo vice primo ministro lo ha reso una figura molto potente in contrasto con il ruolo marginale che Khalid aveva quando occupava quelle posizioni.
Nel 1975 sono stati istituiti il ministero degli affari municipali e rurali, con a capo il principe Majid, e il ministero dei lavori pubblici e degli alloggi, con a capo il principe Mut'ib. Queste due nomine erano una mossa volta a ridurre il potere della fazione Sudairi nell'esecutivo. Nel marzo 1975 ha nominato il principe Sa'ud bin Faysal ministro degli affari esteri. In seguito ha istituito il ministero dell'industria e dell'energia elettrica. Il fratello maggiore Muhammad è stato uno dei suoi consiglieri chiave. In realtà, hanno agito insieme su quasi tutte le questioni politiche.
Lui e il principe ereditario Fahd hanno favorito una ricentralizzazione dello stato. Essi preferivano i tecnocrati originari del Najd, invertendo la tendenza inaugurata da re Faysal di favorimento degli abitanti dell'Hejaz. Tutto ciò avveniva anche grazie alla pressione che gli ʿulamāʾ esercitavano sulla monarchia.
Alcuni osservatori stranieri pensavano che il tradizionalismo non fosse più una grande forza nel paese. Questa idea è stata smentita quando almeno 500 dissidenti hanno invaso e sequestrato la Grande Moschea della Mecca, il 20 novembre 1979. Quando la prima notizia dell'attacco ha raggiunto Riyad, la reazione iniziale di re Khalid è stata quella di consultare gli ʿulamāʾ per ottenere il permesso di usare la forza militare per espellere gli attaccanti. I dotti religiosi esitarono e si astennero dal dare una risposta definitiva. Solo in seguito gli ʿulamāʾ diedero il loro assenso. In occasione del sequestro, il principe ereditario Fahd era in Tunisia, ad una riunione del vertice arabo mentre il comandante della Guardia Nazionale Abd Allah era in Marocco per una visita ufficiale. Re Khalid, pertanto, ha assegnato la responsabilità di affrontare l'incidente al principe Sultan, allora ministro della difesa e al principe Nayef, allora ministro dell'interno.
Dopo aver recuperato la moschea, 63 ribelli sono stati giustiziati il 9 gennaio 1980 in otto città diverse. Le esecuzioni sono state decretate dal sovrano dopo un editto emesso dagli ʿulamāʾ. Anche se è stato il governo saudita a condannare a morte i ribelli in realtà è stato l'establishment religioso che ha ispirato i maggiori poteri.
Nel 1979, la minoranza sciita della Provincia Orientale ha organizzato alcune proteste e diversi manifestanti sono stati arrestati per poi essere liberati l'anno successivo. Dopo aver scarcerato i manifestanti, re Khalid e il principe ereditario Fahd hanno visitato la regione orientale di città in città. Nel 1980, l'Arabia Saudita ha acquisito il pieno controllo della Aramco.

### Relazioni internazionali
Anche se re Khalid non aveva mai avuto un ampio interesse per la politica estera già ai tempi del predecessore, il suo regno ha assistito a molte importanti manifestazioni internazionali, tra cui la rivoluzione iraniana, l'assassinio di Anwar Sadat e l'invasione sovietica dell'Afghanistan. Tutti questi fatti hanno avuto effetti significativi per l'Arabia Saudita. Il direttore generale dei servizi segreti Kamal Adham è stato il suo consigliere chiave nella politica estera durante il suo regno.
Nel mese di aprile del 1975, il suo primo successo diplomatico è stato la conclusione di un accordo di demarcazione relativo all'oasi di al-Buraymi, dove le frontiere di Emirati Arabi Uniti, Oman e Arabia Saudita si incontrano. Le rivendicazioni su queste confine avevano generato molte tensioni, pertanto, il sovrano voleva risolvere questa annosa disputa di confine. La conclusione favorevole dei negoziati ha aggiunto prestigio alla statura di statista del monarca.
Re Khalid ha visitato Damasco nel dicembre 1975 e si è incontrato con il presidente siriano Hafez al-Assad per discutere i modi per sostenere i musulmani in Libano, impegnati nella guerra civile. L'Arabia Saudita ha appoggiato la Siria negli sforzi militari.
Nel mese di aprile del 1976, re Khalid ha fatto visite di Stato in tutte le nazioni del Golfo, nella speranza di promuovere relazioni più strette con i suoi vicini peninsulari. Inoltre ha convocato numerosi vertici e inaugurato il Consiglio di cooperazione del Golfo nel 1981. All'organizzazione hanno aderito Bahrain, Emirati Arabi Uniti, Kuwait, Oman e Qatar.
Dopo la rivoluzione islamica del 1979 in Iran, re Khalid ha inviato a Khomeini un messaggio di congratulazioni, affermando che "la solidarietà islamica" potrebbe essere la base per l'approfondimento delle relazioni tra due paesi. Inoltre ha sostenuto che con la fondazione della Repubblica islamica in Iran vi erano meno ostacoli che inibivano la cooperazione tra i due paesi. La sua iniziativa non ebbe però successo, portando a supportare in modo non ufficiale l'Iraq impegnato nella guerra Iran-Iraq dal 1980.
Nel mese di aprile del 1980, re Khalid ha annullato una visita di Stato in Gran Bretagna come protesta per la diffusione del film "Morte di una principessa", che narra la vicenda e l'esecuzione di Misha'al bint Fahd, nipote del principe Muhammad. Re Khalid era stato invitato dalla regina Elisabetta II nel giugno 1979, dopo la visita della sovrana in Arabia Saudita fatta nel febbraio del 1979, durante la quale il monarca le regalò una collana di diamanti. Il viaggio che era stato cancellato nel 1980 è stato poi realizzato dal 9 giugno 1981 per quattro giorni. Dopo aver incontrato il primo ministro britannico Margaret Thatcher in Arabia Saudita nel mese di aprile del 1981, re Khalid ha affermato che sarebbe felice di discutere con lei, ma che per tutte le questioni amministrative avrebbe dovuto parlare con il principe ereditario Fahd.
Re Khalid chiese all'allora presidente degli Stati Uniti Jimmy Carter di vendere aerei da combattimento avanzati al suo paese per contribuire a contrastare l'aggressione comunista nella zona. La consegna del primo di sessanta F-15 in base all'accordo approvato da Carter è arrivato nel paese nel 1982. Ha inoltre acquistato un Boeing 747 munito di sala operatoria per svolgere le sue visite in sicurezza. Il monarca ha avviato una politica di introduzione di manodopera straniera per aiutare lo sviluppo del paese. Jimmy Carter nelle sue memorie ha dichiarato che sia re Khalid e che il principe ereditario Fahd gli avevano assicurato il loro inequivocabile sostegno a Sadat, anche se nessuna mossa concreta pubblica è mai avvenuta in questa direzione.

### Salute
Dal momento che re Khalid soffriva di malattie cardiache da lungo tempo, l'allora principe ereditario Fahd era incaricato del governo del paese. Il futuro sovrano ha avuto un attacco cardiaco nel 1970 e ha subito un intervento chirurgico al cuore nel 1972 alla Cleveland Clinic negli Stati Uniti. Il 3 ottobre 1978, ha subito un secondo intervento chirurgico al cuore di nuovo a Cleveland. Inoltre ha subito un'operazione all'anca a Londra nel 1976. Nel febbraio 1980, re Khalid ha avuto un attacco di cuore di minore gravità.

## Vita personale
Il sovrano si è sposato quattro volte. La prima delle sue mogli, Latifa bint Ahmed Al Sudairi, era la sorella di Hassa, una delle mogli preferite dal padre. La sua seconda consorte è stata Tarfa bint Abd Allah bin Abdul Rahman Al Sa'ud. La terza, Noura bint Turki bin Abd al-Aziz bin Abd Allah bin Turki Al Sa'ud è stata la madre dei suoi figli maggiori, i principi Bandar e Abd Allah. Morì all'età di 95 anni il 12 settembre 2011. La quarta, Sita bint Fahd Al Damir era madre di Moudi e del principe Faysal. Sita bint Fahd apparteneva alla tribù Ujman di Al Badiyah ed era nipote di Wasmiyah Al Damir, moglie di Abd Allah bin Jiluwi. È morta il 25 dicembre 2012 all'età di 90 anni.
Il sovrano ha avuto quattro figli e sei figlie. Il suo figlio più giovane, Faysal, è il governatore della Provincia di Asir e membro del Consiglio di Fedeltà. Una delle sue figlie, Hussa, ha sposato Abd Allah bin Faysal bin Turki, pronipote di Turki I ed è morta all'età di 59 anni nel novembre 2010. Un'altra, la principessa Moudi, è segretaria generale della Fondazione Re Khalid e della Fondazione Al Nahda, e membro dell'Assemblea Consultiva.
Re Khalid era caloroso, allegro e adorato dai suoi fratelli e sorelle. Era anche di carattere gentile, attento, devoto e raffinato. La falconeria e l'equitazione erano le sue attività preferite, che favorivano la sua descrizione di uomo del deserto. Ha acquistato una prima Toyota Land Cruiser nel 1955 per praticare la falconeria. Nel dicembre del 1975, il sovrano ha comprato una Cadillac lunga 7,67 metri.

## Morte e funerale
Il regno di re Khalid si è concluso il 13 giugno 1982 con la sua morte avvenuta a Ta'if, sede estiva della corte reale, a causa di un attacco di cuore. Lo stesso giorno il suo corpo è stato portato da Ta'if a La Mecca. Dopo la preghiera funebre presso la Grande Moschea della città, il defunto sovrano è stato sepolto nel cimitero al-'Ud di Riyad. Rappresentanze di Qatar, Kuwait, Gibuti, Emirati Arabi Uniti, Bahrain, e il presidente egiziano Hosni Mubarak, hanno partecipato alle esequie.

## Eredità
L'Aeroporto Internazionale di Riyad-Re Khalid, l'Ospedale Specialistico dell'Occhio Re Khalid, la King Khalid Military City e la Città Medica Re Khalid nella Provincia Orientale sono state a lui intitolate. Inoltre, la sua famiglia ha istituito Fondazione Re Khalid, che viene guidata dal figlio Abd Allah.

## Premi
Nel gennaio del 1981, il monarca è stato premiato dalla Nazioni Unite (ONU) una medaglia d'oro. Questa medaglia è la decorazione più alta che l'organizzazione conferisce agli statisti che hanno contribuito significativamente alla pace e alla cooperazione in tutto il mondo. Nel 1981, re Khalid ha ricevuto anche il Premio Internazionale Re Faysal per il servizio all'Islam grazie ai suoi sforzi nel sostegno della solidarietà islamica.

## Albero genealogico
|                                   |                               |                                 | Genitori                           |  |  | Nonni |  |  | Bisnonni                       |  |  | Trisnonni                     |  |
|                                   |                               |                                 |                                    |  |  |       |  |  | Fayṣal bin Turkī b. ʿAbd Allāh |  |  | Turkī bin ʿAbd Allāh Āl Saʿūd |  |
|                                   |                               |                                 |                                    |  |  |       |  |  | Fayṣal bin Turkī b. ʿAbd Allāh |  |  | Turkī bin ʿAbd Allāh Āl Saʿūd |  |
|                                   |                               | Hia bint Ḥamad Tamīmī           |                                    |  |  |       |  |  | Fayṣal bin Turkī b. ʿAbd Allāh |  |  |                               |  |
| ʿAbd al-Raḥmān Āl Saʿūd           |                               |                                 |                                    |  |  |       |  |  | Fayṣal bin Turkī b. ʿAbd Allāh |  |  |                               |  |
|                                   |                               | Sāra bint Misharī Āl Saʿūd      | Misharī b. ʿAbd al-Raḥmān b. Saʿūd |  |  |       |  |  |                                |  |  |                               |  |
|                                   |                               | Sāra bint Misharī Āl Saʿūd      | Misharī b. ʿAbd al-Raḥmān b. Saʿūd |  |  |       |  |  |                                |  |  |                               |  |
|                                   |                               | Sāra bint Misharī Āl Saʿūd      | …                                  |  |  |       |  |  |                                |  |  |                               |  |
| ʿAbd al-ʿAzīz dell'Arabia Saudita |                               | Sāra bint Misharī Āl Saʿūd      |                                    |  |  |       |  |  |                                |  |  |                               |  |
|                                   |                               | Aḥmad al-Kabīr al-Sudayrī       | Muḥammad bin Turkī al-Sudayrī      |  |  |       |  |  |                                |  |  |                               |  |
|                                   |                               | Aḥmad al-Kabīr al-Sudayrī       | Muḥammad bin Turkī al-Sudayrī      |  |  |       |  |  |                                |  |  |                               |  |
|                                   |                               | Aḥmad al-Kabīr al-Sudayrī       | …                                  |  |  |       |  |  |                                |  |  |                               |  |
| Sāra bint Aḥmad al-Sudayrī        |                               | Aḥmad al-Kabīr al-Sudayrī       |                                    |  |  |       |  |  |                                |  |  |                               |  |
|                                   |                               | …                               | …                                  |  |  |       |  |  |                                |  |  |                               |  |
|                                   |                               | …                               | …                                  |  |  |       |  |  |                                |  |  |                               |  |
|                                   |                               | …                               | …                                  |  |  |       |  |  |                                |  |  |                               |  |
| Khālid dell'Arabia Saudita        |                               | …                               |                                    |  |  |       |  |  |                                |  |  |                               |  |
|                                   | Turki bin Abd Allah Al Jiluwi | Abd Allah bin Muhammad bin Saud |                                    |  |  |       |  |  |                                |  |  |                               |  |
|                                   | Turki bin Abd Allah Al Jiluwi | Abd Allah bin Muhammad bin Saud |                                    |  |  |       |  |  |                                |  |  |                               |  |
|                                   | Turki bin Abd Allah Al Jiluwi | …                               |                                    |  |  |       |  |  |                                |  |  |                               |  |
| Musaed bin Turki Al Jiluwi        | Turki bin Abd Allah Al Jiluwi |                                 |                                    |  |  |       |  |  |                                |  |  |                               |  |
|                                   |                               | Noura bint Ahmed Al Sudairi     | Ahmed Al Sudairi                   |  |  |       |  |  |                                |  |  |                               |  |
|                                   |                               | Noura bint Ahmed Al Sudairi     | Ahmed Al Sudairi                   |  |  |       |  |  |                                |  |  |                               |  |
|                                   |                               | Noura bint Ahmed Al Sudairi     | …                                  |  |  |       |  |  |                                |  |  |                               |  |
| Al Jawhara bint Musaed Al Jiluwi  |                               | Noura bint Ahmed Al Sudairi     |                                    |  |  |       |  |  |                                |  |  |                               |  |
|                                   |                               | Abd Allah bin Turki Al Turki    | Turki Al Turki                     |  |  |       |  |  |                                |  |  |                               |  |
|                                   |                               | Abd Allah bin Turki Al Turki    | Turki Al Turki                     |  |  |       |  |  |                                |  |  |                               |  |
|                                   |                               | Abd Allah bin Turki Al Turki    | …                                  |  |  |       |  |  |                                |  |  |                               |  |
| Hussa bint Abd Allah Al Turki     |                               | Abd Allah bin Turki Al Turki    |                                    |  |  |       |  |  |                                |  |  |                               |  |
|                                   |                               | …                               | …                                  |  |  |       |  |  |                                |  |  |                               |  |
|                                   |                               | …                               | …                                  |  |  |       |  |  |                                |  |  |                               |  |
|                                   |                               | …                               | …                                  |  |  |       |  |  |                                |  |  |                               |  |
|                                   |                               | …                               |                                    |  |  |       |  |  |                                |  |  |                               |  |